# Franciade Fleurus Duvivier
Pour les articles homonymes, voir Duvivier.
Franciade Fleurus Duvivier, né le 7 juillet 1794 à Rouen et mort le 8 juillet 1848 à Paris en défendant l'hôtel de ville, est un général de division et homme politique français.
Il joue un rôle important dans la conquête de l'Algérie.

## Biographie

### Famille
Né à Rouen le 19 messidor an II, il est le fils de François Marie Duvivier, premier commis des subsistances militaires, et de Julie Ursule Lefebvre. 

### Formation
Il entre second à l'École polytechnique (Promotion X1812 dont il est sergent-major) en 1812 ; il fait ses premières armes en 1814 lors de la défense de Paris contre les alliés qui cernent la ville alors qu'il commande une section de huit pièces. Sorti de l'École quatorzième de sa promotion, il passe à l'École d'application de l'artillerie et du génie de Metz. Au sortir de cette école, il devient successivement lieutenant, capitaine, chef du génie en Corse, aux Îles d'Hyères, à Saint-Pierre (Martinique).

### Conquête de l'Algérie
En 1830, il suit l'expédition d'Alger comme capitaine du génie et est nommé commandant de l'un des deux bataillons de zouaves, où ont été incorporés les 5 000 volontaires parisiens arrivant des barricades. Le commandant Duvivier est chargé de les discipliner (le bataillon deviendra plus tard le 67e de ligne). Avec eux, en 1831, Duvivier couvre la retraite des troupes françaises à l'expédition de Médéah. Il se signale au passage du col de Mouzaïa (1831), est chargé de divers commandements en Afrique : commandant supérieur de Bougie en 1833, lieutenant-colonel en 1834, il commande les spahis, à Bône ; en 1833 et 1836, il remplit à Alger les fonctions d'agha des Arabes. 
À la fin de 1836, il participe à l'expédition de Constantine, attaque avec 400 hommes la porte de Coudiat Aty ; n'ayant pas été soutenu, il ne peut pas entrer dans la ville.
L'année suivante, on l'envoie avec 400 hommes, à Guelma, fonder une ville au milieu de populations exaltées par l'échec des Français devant Constantine. Il remplit sa mission. Nommé colonel, il assiste à la prise de Constantine en 1837, occupe, en 1838 et 1839, le camp de Blidah qu'il fait fortifier, et obtient le grade de général de brigade. Pendant la guerre sainte proclamée par Abd el-Kader, il repousse constamment, avec une poignée de braves, les attaques incessantes des Arabes.
En 1840, il enlève, à la tête de sa brigade, la position la plus difficile de Mouzaïa, le passage du Téniah. Chargé d'occuper Médéah, il engage 900 Français contre 5 000 Arabes, commandés par l'Émir et tue 500 de ces derniers. 

### Dernières années
En 1841, il demande et obtient son retour en France, et se livre à l'étude dans la retraite. Il fait paraître plusieurs ouvrages savants.
Chargé, le 25 février 1848, par le gouvernement provisoire, de l'organisation de 24 bataillons de garde nationale mobile, il démissionne de ces fonctions pour être représentant du peuple à l'Assemblée nationale pour le département de la Seine. Il défend vaillamment, en juin 1848, l'hôtel de ville de Paris contre les insurgés, mais reçoit une balle dans le pied. Mal soignée, la blessure s'infecte rapidement et le général meurt le 8 juillet 1848. 
Il a publié des écrits reconnus sur l'Algérie et a effectué d'intéressantes recherches sur les rapports entre le tamazight avec le phénicien. 
Henri-Alexandre Frère a écrit une Biographie de Duvivier, couronnée par l'Académie de Rouen. Charles Mullié indique que le général Duvivier était le Paul-Louis Courier de l'armée, on l'avait surnommé le général à pamphlets.

## Distinctions
- Grand officier de la Légion d'honneur (21 juin 1840)
  - Commandeur le 11 novembre 1837
  - Officier le 7 décembre 1832
  - Chevalier le 27 décembre 1830

## Sources
- Marie-Nicolas Bouillet  et Alexis Chassang (dir.), « Franciade Fleurus Duvivier » dans Dictionnaire universel d’histoire et de géographie, 1878 (lire sur Wikisource)
- « Franciade Fleurus Duvivier », dans Charles Mullié, Biographie des célébrités militaires des armées de terre et de mer de 1789 à 1850, 1852 [détail de l’édition]
- « Franciade Fleurus Duvivier », dans Adolphe Robert et Gaston Cougny, Dictionnaire des parlementaires français, Edgar Bourloton, 1889-1891 [détail de l’édition]